# Collingham (Nottinghamshire)
Collingham – wieś w Anglii, w hrabstwie Nottinghamshire, w dystrykcie Newark and Sherwood. Leży 34 km na północny wschód od miasta Nottingham i 188 km na północ od Londynu.